# 巴尔迪格
巴尔迪格（法語：Bardigues，法語發音：[baʁdig]）是法国奧克西塔尼大區塔恩-加龙省的一个市镇，属于卡斯泰尔萨拉桑区。

## 地理
巴尔迪格（44°2'24"N, 0°53'21"E）面积11.67 平方千米，位于法国奧克西塔尼大區塔恩-加龙省，该省份为法国西南部内陆省份，北起顺时针与洛特省、阿韦龙省、塔恩省、上加龙省、热尔省和洛特-加龙省接壤。
与巴尔迪格接壤的市镇（或旧市镇、城区）包括：圣安托万、欧维拉尔、卡斯泰拉布泽、芒松维尔、圣米歇尔。

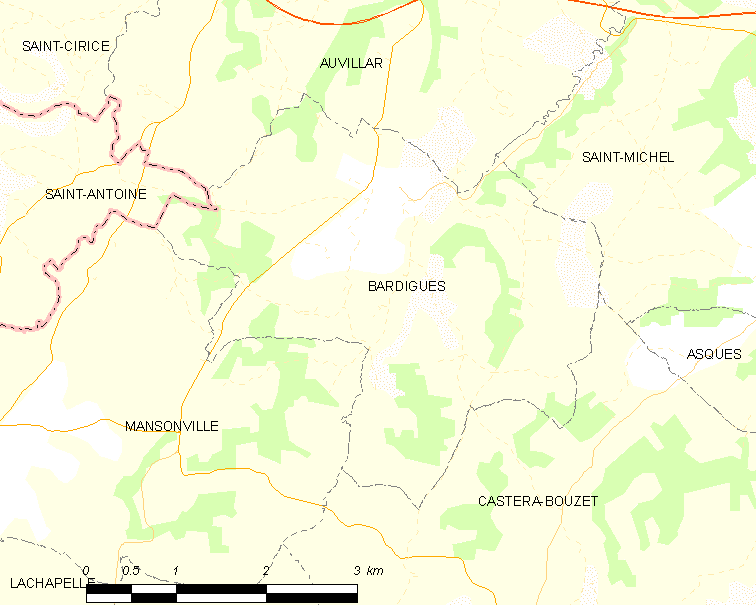
巴尔迪格的OSM定位图

巴尔迪格的时区为UTC+01:00、UTC+02:00（夏令时）。

## 行政
巴尔迪格的邮政编码为82340，INSEE市镇编码为82010。

## 政治
巴尔迪格所属的省级选区为加龙-洛马涅-布吕尤瓦县。

## 人口

1962-2008年间巴尔迪格人口变化图示

巴尔迪格于2022年1月1日时的人口数量为239人。